# French Open 1978
Die 77. French Open 1978 waren ein Tennis-Sandplatzturnier der Klasse Grand Slam, das von der ITF veranstaltet wurde. Es fand vom 29. Mai bis 11. Juni 1978 in Roland Garros, Paris, Frankreich statt.
Titelverteidiger im Einzel waren Guillermo Vilas bei den Herren sowie Mima Jaušovec bei den Damen. Im Herrendoppel waren Brian Gottfried und Raúl Ramírez, im Damendoppel Regina Maršíková und Pam Teeguarden und im Mixed Mary Carillo und John McEnroe die Titelverteidiger.

## Herreneinzel
Setzliste
| Nr. | Spieler            | Erreichte Runde |
| --- | ------------------ | --------------- |
| 01. | Björn Borg         | Sieg            |
| 02. | Guillermo Vilas    | Finale          |
| 03. | Brian Gottfried    | 3. Runde        |
| 04. | Eddie Dibbs        | Viertelfinale   |
| 05. | Manuel Orantes     | Viertelfinale   |
| 06. | Raúl Ramírez       | Viertelfinale   |
| 07. | Corrado Barazzutti | Halbfinale      |
| 08. | Harold Solomon     | 3. Runde        |

| Nr. | Spieler        | Erreichte Runde |
| --- | -------------- | --------------- |
| 09. | Roscoe Tanner  | Achtelfinale    |
| 10. | Dick Stockton  | Halbfinale      |
| 11. | Wojciech Fibak | Achtelfinale    |
| 12. | Phil Dent      | 1. Runde        |
| 13. | Tim Gullikson  | Achtelfinale    |
| 14. | Buster Mottram | 3. Runde        |
| 15. | John Alexander | Achtelfinale    |
| 16. | Stan Smith     | 3. Runde        |

## Dameneinzel
Setzliste
| Nr. | Spielerin        | Erreichte Runde |
| --- | ---------------- | --------------- |
| 01. | Mima Jaušovec    | Finale          |
| 02. | Virginia Ruzici  | Sieg            |
| 03. | Regina Maršíková | Halbfinale      |
| 04. | Nancy Richey     | 2. Runde        |
| 05. | Kathy May        | Viertelfinale   |
| 06. | Janet Newberry   | 1. Runde        |
| 07. | Katja Ebbinghaus | 2. Runde        |
| 08. | Laura duPont     | 1. Runde        |

| Nr. | Spielerin          | Erreichte Runde |
| --- | ------------------ | --------------- |
| 09. | Renáta Tomanová    | 2. Runde        |
| 10. | Florenta Mihai     | 1. Runde        |
| 11. | Jeanne Evert       | 2. Runde        |
| 12. | Michelle Tyler     | 2. Runde        |
| 13. | Fiorella Bonicelli | Viertelfinale   |
| 14. | Mariana Simionescu | Achtelfinale    |
| 15. | Peanut Louie       | 2. Runde        |
| 16. | Caroline Stoll     | 1. Runde        |

## Herrendoppel
Setzliste
| Nr. | Paarung                                   | Erreichte Runde |
| --- | ----------------------------------------- | --------------- |
| 01. | Brian Gottfried Raúl Ramírez              | Halbfinale      |
| 02. | Phil Dent Bob Hewitt                      | 2. Runde        |
| 03. | Wojciech Fibak Tom Okker                  | Halbfinale      |
| 04. | Jan Kodeš Tomáš Šmíd                      | Viertelfinale   |
| 05. | Colin Dibley Kim Warwick                  | Achtelfinale    |
| 06. | Arthur Ashe Fred McNair                   | Viertelfinale   |
| 07. | Patricio Cornejo Seckel Hans Gildemeister | Achtelfinale    |
| 08. | Mark Edmondson John Marks                 | Viertelfinale   |

| Nr. | Paarung                         | Erreichte Runde |
| --- | ------------------------------- | --------------- |
| 09. | Jürgen Faßbender Karl Meiler    | 2. Runde        |
| 10. | Gene Mayer Henry Pfister        | Sieg            |
| 11. | Antonio Muñoz Antonio Zugarelli | 2. Runde        |
| 12. | Tim Gullikson Tom Gullikson     | Achtelfinale    |
| 13. | José Higueras Manuel Orantes    | Finale          |
| 14. | Victor Amaya Terry Moor         | Achtelfinale    |
| 15. | Bob Carmichael Brian Teacher    | Achtelfinale    |
| 16. | Dick Stockton Erik van Dillen   | Viertelfinale   |

## Damendoppel
Setzliste
Es ist weder auf der ITF-Seite noch auf der WTA-Seite ersichtlich, wie sich die Setzliste zusammensetzte oder ob es überhaupt eine gab, da dort keine Angaben zu finden sind.

## Mixed
Setzliste
unbekannt